# Reguła Taylora

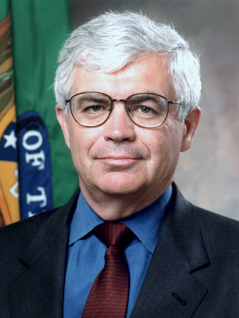
John Brian Taylor, autor reguły

Reguła Taylora – reguła opracowana przez Johna Briana Taylora, profesora Uniwersytetu Stanforda oraz podsekretarza skarbu (odpowiedzialnego za sprawy międzynarodowe) w administracji George’a W. Busha. Reguła odnosi się do polityki pieniężnej – stanowi swoistą receptę na to, jak powinna być ona prowadzona dla uzyskania jak najlepszych efektów w długim okresie; jest wynikiem rozważań Johna Taylora nad kwestią zasadności stosowania dyskrecjonalności i reguł w polityce pieniężnej.

## Opis
Taylor badał zasadność i efekty prowadzenia polityki pieniężnej w oparciu o:
- działania dyskrecjonalne – decydenci odpowiedzialni za politykę monetarną przeprowadzają swobodny osąd aktualnej i przyszłej sytuacji gospodarczej. Na jego podstawie podejmują kroki, które stanowią wyłącznie efekt ich samodzielnych rozstrzygnięć, dokonywanych na miarę własnej wiedzy i sumienia. Nie ograniczają ich w tym żadne punkty odniesienia ani konieczność precyzyjnego uzasadnienia tego, co postanawiają.
- reguły – polityka monetarna prowadzona jest w oparciu o pewien zespół reguł. Dokonywana przez decydentów ocena sytuacji gospodarczej staje się działaniem bardziej usystematyzowanym, przewidywalnym. Nakierowana zostaje na określone parametry, a z kolei ich wartości zostają powiązane z oczekiwaniem, a nawet wymogiem, określonych reakcji.

W wyniku prowadzonych obserwacji i analiz Taylor, ogólnie rzecz ujmując, skrytykował stosowanie działań uznaniowych jako głównego sposobu podejmowania decyzji w polityce pieniężnej. Swoje stanowisko uzasadnił następującymi argumentami:
- brak wyraźnych reguł zwiększa skłonność decydentów do podejmowania decyzji korzystniejszych (niekoniecznie dla pieniądza) w danym momencie, gorszych od optymalnych,
- istnienie reguł zwiększa odpowiedzialność decydentów, bo w przypadku odstępstwa od nich zmusza do wytłumaczenia się z przyczyn takiego posunięcia,
- dyskrecjonalność odsuwa potrzebę ustanowienia celów i planów działania – natomiast właśnie planowanie umożliwia ocenę skutków danej polityki,
- konsekwentne trzymanie się reguł polityki podnosi jej wiarygodność, przez co rośnie również jej skuteczność,
- istnienie reguł oraz ich obecność w świadomości uczestników rynku ogranicza niepewność funkcjonowania rynku, daje im bowiem możliwość przewidywania przyszłych decyzji z zakresu polityki pieniężnej.

W miejsce zachowań dyskrecjonalnych, polegających na przechodzeniu od jednej do kolejnej jednorazowej decyzji, Taylor zalecił zapewniony przez reguły ciąg przewidywalnych i spójnych posunięć o stałym efekcie. W jego opinii polityka pieniężna polegająca na przestrzeganiu z góry ustalonych współzależności między wystąpieniem określonych zjawisk i odpowiednich, wyrażalnych liczbowo reakcji na nie, jest najbardziej wiarygodnym, najbardziej też skutecznym sposobem dbania o pieniądz.
Problemem pozostawały jedynie same reguły, które powinny zostać, w myśl Taylora, jednoznacznie sformułowane. Podjął to wyzwanie – odwołując się do dokonań teorii ekonomii, jak i ekonometrycznych analiz procesów monetarnych w USA, wyprowadził kilka zasad, mających stanowić podstawy polityki pieniężnej. Zasady owe brzmiały następująco:
1. bank centralny powinien przyjąć docelowy poziom inflacji (cel inflacyjny) i starać się go utrzymać,
2. polityka pieniężna powinna reagować na zmiany dwóch podstawowych wielkości – realnego produktu krajowego brutto i inflacji,
3. kluczowym instrumentem oddziaływania powinna być stopa procentowa,
4. polityka pieniężna nie powinna starać się o stabilizowanie kursu walutowego.

Zaproponował on wersję opisową reguły Taylora oraz wzór ogólny.
Wersja opisowa: Stopa funduszy federalnych jest podnoszona lub obniżana stosownie do tego, co dzieje się z realnym produktem krajowym brutto i inflacją. Jeśli realny PKB wzrasta o jeden procent ponad PKB potencjalny (PKB potencjalny należy rozumieć jako wieloletnią średnią poziomu realnego PKB – przyp. autor), to stopa funduszy federalnych powinna zostać podniesiona – przy uwzględnieniu bieżącej stopy inflacji – o 0,5 procent. Jeśli inflacja wzrasta o jeden procent ponad cel wynoszący 2%, to z tego powodu stopa funduszy federalnych powinna zostać podniesiona o 0,5%. Jeśli realny PKB jest równy PKB potencjalnemu, a inflacja jest równa celowi wynoszącemu 2%, to stopa funduszy federalnych powinna pozostawać zbliżona do 4%, co implikuje średnią realną stopę procentową w wysokości 2%.
Uogólniony zapis reguły Taylora (nazywany też funkcją reakcji) przyjął postać:
{\displaystyle r=r^{*}+\alpha y+\beta (\pi -\pi ^{*}),}
gdzie:
{\displaystyle r} – nominalna stopa procentowa,
{\displaystyle r^{*}} – realna stopa procentowa odpowiadająca stanowi pełnego zatrudnienia,
{\displaystyle y} – rozmiar luki popytowej, czyli różnica pomiędzy produktem rzeczywistym a potencjalnym (mówi o stopniu wykorzystania mocy produkcyjnych w gospodarce); w istocie {\displaystyle y} jest różnicą logarytmów PKB realnego i potencjalnego,
{\displaystyle \pi ^{*}} – cel inflacyjny,
{\displaystyle \pi } – bieżąca inflacja (mierzona deflatorem PKB),
{\displaystyle (\pi -\pi ^{*})} – stopień realizacji celu inflacyjnego,
{\displaystyle \alpha ,} {\displaystyle \beta } – wagi przypisywane tym odchyleniom.
Wszystkie wielkości pojawiające się w regule Taylora – cel inflacyjny, średnia realna stopa procentowa, współczynniki siły reakcji na odchylenie od PKB potencjalnego i na zmiany poziomu inflacji – są szacowane dla konkretnej gospodarki. Współczynniki siły reakcji stopy procentowej na odchylenia PKB i inflacji wynoszą 0,5 (do stopy procentowej dodaje się lub odejmuje 0,5 punktu procentowego, gdy PKB i inflacja odchylają się o 1 punkt procentowy).
Wnioski Taylora są jednak godne uwagi również w przypadku innych krajów – choćby ze względu na rzeczowe uzasadnienie potrzeby konsekwencji w polityce pieniężnej. Poza tym, po wyliczeniu dla danej gospodarki współczynników do wzoru, pozwalają na zastosowanie reguły i wzoru i sprawdzenie ich w danych realiach.
Wagi {\displaystyle \alpha ,\beta ,} charakteryzują politykę pieniężną danego banku centralnego, gdyż odzwierciedlają jego podejście do stabilizacji inflacji i stóp procentowych. Reguła ta skutecznie stabilizuje inflację, jeżeli współczynnik reakcji banku centralnego na zmianę inflacji jest większy od 1. Przykładowo amerykański bank centralny (Fed) przyjmuje współczynnik reakcji na odchylenie tempa wzrostu {\displaystyle \alpha =0,5,} a współczynnik reakcji na zmianę inflacji {\displaystyle \beta =1{,}5}.

## Komplikacje
Banki centralne przy stosowaniu reguły Taylora natrafiają na problemy, ponieważ nie znają dokładnej realnej stopy równowagi, a pomiary poziomów wzrostu gospodarczego i inflacji obarczone są błędami. Należy pamiętać, że modele ekonometryczne stanowią tylko uproszczenie rzeczywistości. Dlatego też przyjmuje się, że reguła Taylora nie może być mechaniczną formą prowadzenia polityki pieniężnej, ale powinna stanowić punkt odniesienia dla podejmowania decyzji przez banki centralne. W praktyce wiele banków centralnych stosuje regułę Taylora do ustalania poziomu stóp procentowych, lecz żaden nie przyjął jej oficjalnie.